# داراب
داراب یکی از شهرهای استان فارس و مرکز شهرستان داراب است. داراب با دیرینگی چندهزارساله در جنوب شرقی استان فارس ایران واقع است. فاصله شهر داراب تا شیراز ۲۴۵ کیلومتر است. داراب با شهرستان‌های نی‌ریز، فسا، استهبان، جهرم، زرین‌دشت و لارستان در استان فارس و حاجی‌آباد در استان هرمزگان هم‌مرز است. داراب با ۷۰٬۲۳۲ نفر جمعیت در سال ۱۳۹۵، هفتمین شهر پرجمعیت استان فارس و سومین شهر پرجمعیت جنوب استان است. اقتصاد داراب بیشتر برپایهٔ کشاورزی است و سوغات آن معمولاً مرکبات به خصوص پرتقال و برگهٔ زردآلو است. داراب در مسیر ترانزیتی شیراز به بندرعباس واقع شده است و همین اصل آن را به شهری استراتژیکی تبدیل کرده است.

## تاریخچه

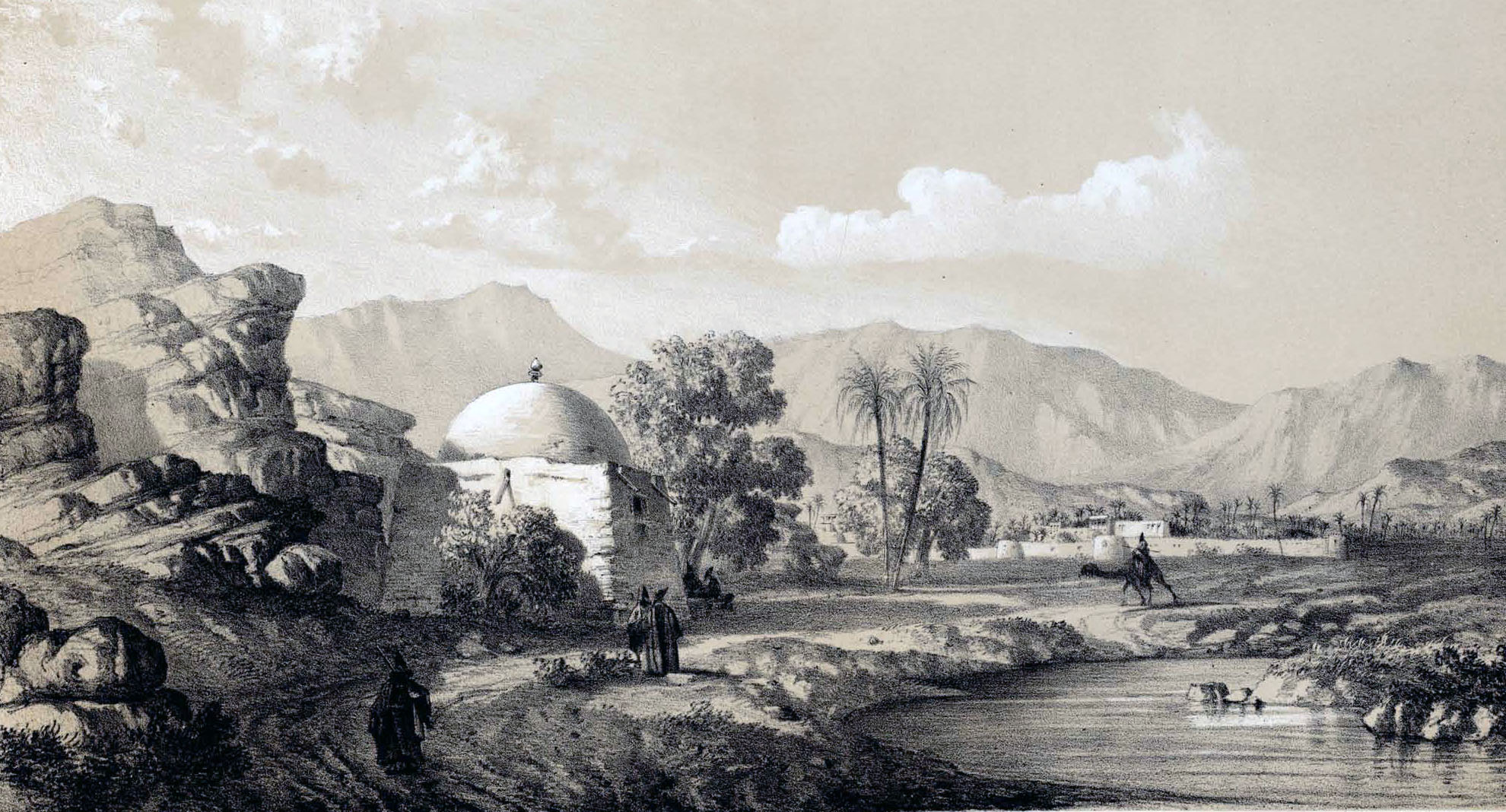
منظره داراب در اوایل دوره قاجار

### باستان‌شناسی
قدمت این منطقه که در گذشته آن را «دارابگرد» نیز خوانده‌اند، بر پایه پژوهش‌های باستان‌شناسی به هزارهٔ پنجم قبل از میلاد (عصرسفال نخودی و مقارن با تمدن سیلک ۲ کاشان) است. تپه هاوتل‌های باستانی مناطق مادوان (یا به محلی ماداوُن) و خسویه (یا به محلی خسو) ازجمله آثار زیستگاه‌های انسانی در دوران ماقبل تاریخ درناحیه دارابگرد هستند. بقایای شهرکهن دارابگرد که آثار آن در ۷ کیلومتری جنوب شهر کنونی داراب قراردارد، بر اساس شواهد موجود به اوایل دوران هخامنشیان می‌رسد. نقطه عطف این سرزمین اما احتمالاً در آغاز کار ساسانیان باید جستجو کرد، آن هنگامی که اردشیر بابکان پس از «پیری» حاکم دوره اشکانیان بر این شهر تسلط می‌یابد و پس از آن است که وی سلسله ساسانیان را بنیان می‌نهد و از این جهت است که دارابگرد نخستین مقر حکومتی ساسانیان می‌توان خواند.
دارابگرد در عصر ساسانیان اهمیت فراوانی داشته است و بقایای آثار تاریخی آن دوره در این شهرستان هنوز موجود است. که از آن جمله می‌توان نقش شاپور، قلعه نوایگان (به محلی «نواگون») نام برد. همچنین ضرابخانه بزرگ دارابگرد را نیز می‌توان از آن دوره نام برد که در دوران اسلامی نیز فعال بوده است.

### دارابگرد یا دارابجرد در منابع تاریخی

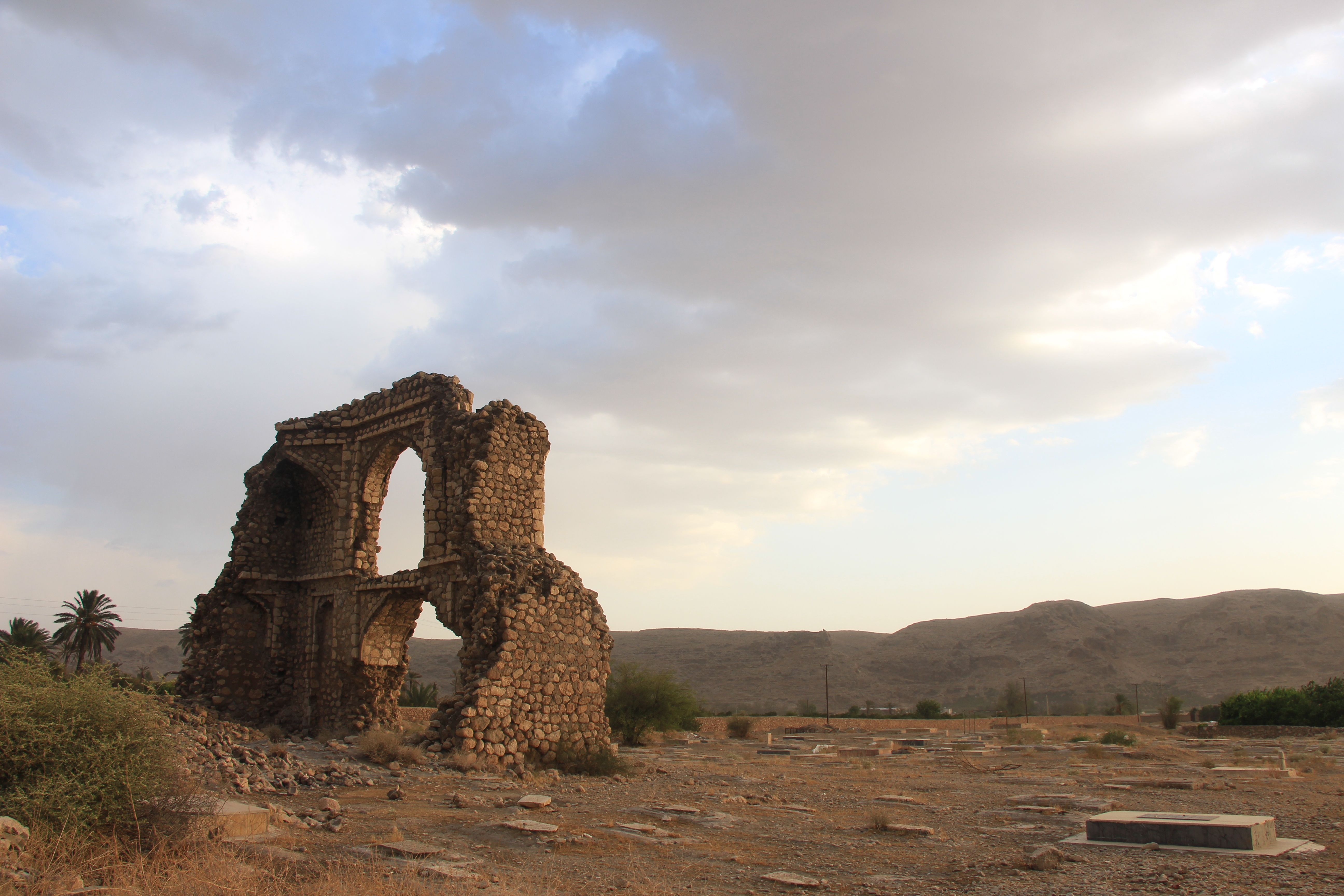
صحرای پوشنج

برمبنای روایات تاریخی و نوشته مورخین و نویسندگان متقدم مانند طبری، حمزه اصفهانی، یعقوبی، ثعالبی، بلعمی، ابن اثیر و… شهر دارابگرد توسط «دارا» ی بزرگ که در ادبیات پهلوی و اسلامی از وی به نام داریوش بزرگ یادشده، ایجاد می‌شود.
فردوسی شاعر بلندآوازه نیز در این باره می‌گوید:
| چو بگشاد داننده زآن آب‌بند |  | یکی شهر فرمود بس سودمند   |
| بفرمود کزهند وز رومیان    |  | بیارند کارآزموده ردان     |
| چو دیوار شهر اندر آوردگرد |  | ورا نام کردند دارابگرد    |
| یکی آتش افروخت از تیغ کوه |  | پرستیدن آذر آمد گروه      |
| ز هرپیشه‌ای کارگر خواستند  |  | همه شهر ازایشان بیاراستند |

دارابگرد پیش از اسلام
شهر قدیم دارابگرد در دوران هخامنشیان منطقه‌ای آبادان و پر رونق بوده است. ظاهراً این منطقه تحت حکومت آریارمنه قرار داشته است. در دوران سلوکیان و اشکانیان ولایت دارابگرد دارای حکومت نیمه مستقلی بوده که پادشاهان آن از حاکمان پارس اطاعت می‌کردند. نام آخرین امیر دارابگرد در عصر اشکانیان پیری یا تیری بوده است و اردشیر بابکان سرسلسله ساسانیان در نزد وی پرورش می‌یابد و پیش از به سلطنت رسیدن بر این منطقه سلطه می‌یابد.

### ورود اسلام
داربگرد در سال ۲۳ هجری توسط سپاهیان مسلمان فتح می‌شود و حکومت آن در اختیار سرداران عرب و سپس در کنترل خاندان شبانکاره قرار می‌گیرد. پس از ورود اسلام این شهر تا سده پنجم هجری قمری، همواره آبادان بوده است. (در عهدنامه صلح میان حسن بن علی علیه السلام و معاویه تنها خراج این شهر به حسن بن علی واگذار شده است. این مسئله نشان از اهمیت این شهر در آن روزگار دارد. با مراجعه به کتاب دست نوشته شهر من داراب به قلم حسین آزما مطالب زیادی در مورد یکی از قدیمیترین شهرهای کشور باستانی ایران می‌توان بدست آورد)

### سلجوقیان
در سدهٔ پنجم هجری و به‌دلیل تهاجم گسترده سلجوقیان دچارآسیب و ویرانی می‌شود و اهالی به ناحیه جدیدی در شرق شهر کنونی به نام تنگ رمبه کوچ می‌نمایند و پس از حمله مجدد سلاجقه به ناحیه جدید و تصرف قلعه مستحکم رمبه که با دسیسه سلاجقه صورت گرفت، اهالی به ناچار به محل کنونی داراب عزیمت می‌کنند.

### حملهٔ مغولان
شهر کنونی نیز در دوران ایلخانان مغول و تیموریان مورد حمله قرار می‌گیرد و خسارات زیادی می‌بیند.

### صفویان و زندیان
اما در عصر صفویه با توجه حکام وقت و قرارگرفتن اراضی این شهر تحت عنوان «اراضی خاصه» رو به آبادانی می‌گذارد و به نوشته منابع تاریخی این دوره یکی از پنج وزیرنشین فارس محسوب می‌شده است. این شهر تا دوران زندیه از ولایات مهم فارس بوده است.

### قاجار
در دوره قاجار، شهر داراب به‌دلیل دارا بودن قطعه زمین‌های وسیع و حاصلخیز، مورد توجه حاکم‌های ایالتی قرار گرفته و با پیشروی ایل‌های ترک و عرب در اطراف این شهر، به صحنه جنگ و درگیری‌های حکومت و ایل‌ها تبدیل و دچار خسارت‌های جدی شده و از پیشرفت باز ماند.

## جمعیت
بر پایه سرشماری عمومی نفوس و مسکن در سال ۱۳۹۵ جمعیت این شهر ۷۰٬۲۳۲ نفر بوده است و بدین ترتیب داراب هفتمین شهر پرجمعیت استان فارس و سومین شهر پرجمعیت جنوب استان است.

## مردم‌شناسی
زبان اصلی و رسمی مردم شهرستان داراب، فارسی است. زبانهای ترکی و عربی نیز در بسیاری از روستاهای این شهرستان رایج می‌باشند.همچنین
مردم لای زنگان به گویش لازینگانی سخن می‌گویند،زبان مردم این روستا را لری می‌دانند.به گفتهی آقای سلامی» گویش لایزنگانی گویشی لری است که بیش از دویست سال است از سرزمین مادری خود - کهگیلویه و بویر احمد - دور افتاده است.

## جمعیت
بر پایه سرشماری عمومی نفوس و مسکن در سال ۱۳۹۵، جمعیت این روستا برابر با ۱٬۹۹۹ نفر (۶۳۹ خانوار) بوده است.

## آب و هوا
بیشتر مناطق شهرستان داراب از نظر آب و هوایی گرمسیری است که بارش در آن بیشتر به صورت باران است و در طول سال از ۳۵۰ میلی‌متر تجاوز نمی‌کند. در قسمتی از داراب که به کوهستان مشهور می‌باشد آب و هوا تا حدی سرد و کوهستانی می‌باشد و در زمستان در بیشتر مناطق کوهستان، برف می‌بارد. شغل بیشتر مردم درروستاها کشاورزی است. مرکبات آن شهره شهرهای دیگر و حتی کشورهای حوزه خلیج فارس می‌باشد. البته محصولات باغی دیگر داراب نیز شهرت دارند مانند انار لایزنگان، خصوصاً انار اشکفتو لایزنگان که از شهرت بالایی برخوردار بوده و بیشتر به کشورها دیگر صادر می‌گردد. گل محمدی منطقه کوهستان یا سرکوه، ازجمله روستاهای نوایگان و لایزنگان نیز از کیفیت بسیار بالایی برخوردار است، و در سطح کشور هم از نظر میزان تولید وهم کیفیت محصول، به‌دلیل کشت دیم و ارگانیک بودن، بی‌نظیر است. دشت گل محمدی داراب، بزرگ‌ترین دشت دیم گل محمدی جهان است که بیش از یک چهارم گل محمدی جهان در آن قرار دارد.

## مکان‌های گردشگری

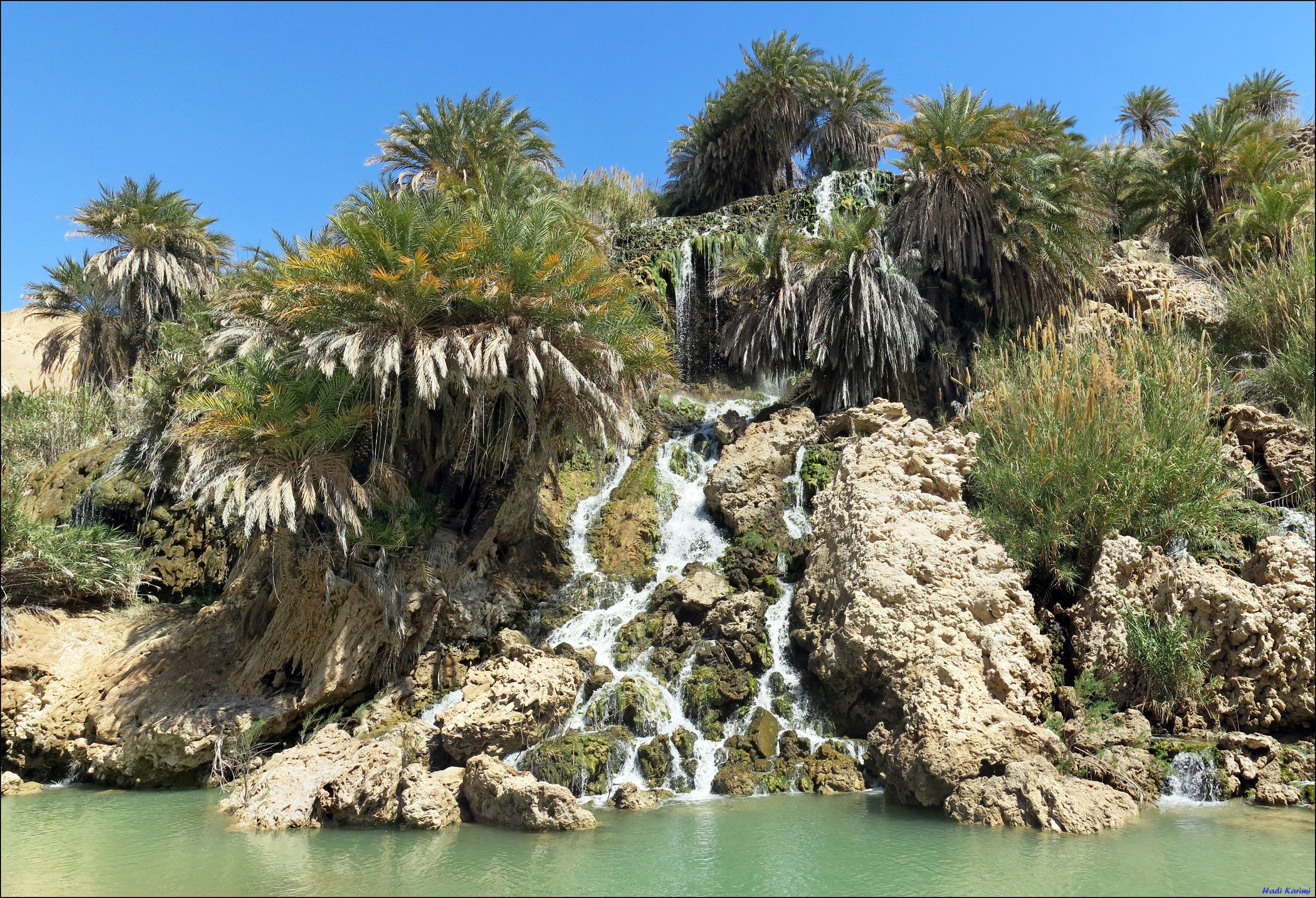
آبشار فدامی

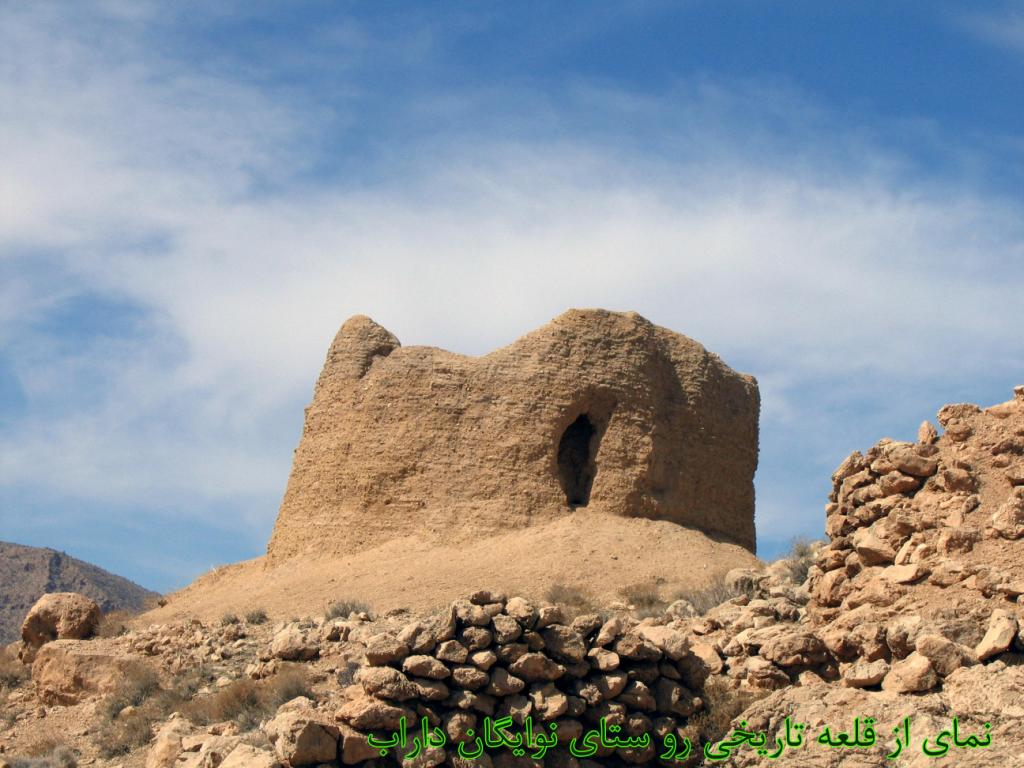
قلعه نوایگان

در این شهرستان بنای تاریخی دارابگرد مربوط به دوره هخامنشیان واقع است که هر ساله شمار زیادی از آن بازدید می‌کنند. دارابگرد بنای شهر قدیم داراب بوده است که به صورت دایره‌ای بزرگ بوده است و اکنون دیگر از آن بناها اثری نیست جز تلی از خاک و خندقی که به دور شهر کشیده بودند تا در مواقعی که شهر مورد حمله قرار می‌گرفت آن را پرآب نمایند تا دشمن نتواند از خندق و دیوار شهر که بعد از خندق قرار داشت و اکنون به صورت خاکریزی باقی‌مانده عبور نماید. همچنین بقعه دحیه کلبی از اصحاب پیامبر اسلام و امامزاده پیرمراد در این شهرستان قرار دارد. از مناطق زیبای طبیعی می‌توان به منطقه رودبال مختلف سال به‌ویژه در فروردین ماه پذیرای جمع کثیری از مردم می‌باشد.
- تنگه رغز واقع در منطقه فسارود که دارای ۶۴ آبشار و بیش از ۱۰۰ حوضچه است که همواره و هرساله پذیرای بسیاری از مردم کشور و خارج از کشور است.
- آتشکده آذرخش (مشهور به مسجد سنگی) در فاصله هفت کیلومتری جنوب شرقی شهر داراب و در دامنه کوهی مشهور به کوه پهنا بنایی در دل کوه وجود دارد که در نزداهالی مشهور به مسجد سنگی می‌باشد این بنا که به اعتقاد برخی در ابتدا معبد مهر پرستان آریایی بوده در عصر ساسانیان (یا قبل از آن) تبدیل به آتشکده می‌شود؛ و در زمره آتشکده‌های مهم زردشتیان بوده است. پس از اسلام نیز برای این معبد در قسمت جلوی آن محرابی می‌سازند وآنرا به مسجد تبدیل می‌کنند. در کنار معبد قسمتی وجود دارد که مخصوص استراحت خادمان معبد بوده است.
- نقش شاپور در فاصله چهار کیلومتری جنوب شهر داراب و در دامنه جنوبی کوه پهنا نقش مهمی از دوران ساسانیان قرار دارد که در نزد اهالی به نقش رستم یا نقش شاهپور مشهور می‌باشد این نقش که در ارتفاع ۷ متری از سطح زمین نقر گردیده صحنه پیروزی پادشاه ساسانی بر سپاه روم را نشان می‌دهد مساحت نقش حدود ۶۳ متر مربع می‌باشد و در وسط آن تصویر پادشاه سوار بر اسب دیده می‌شود و در مقابل آن تصویر اسرای رومی با سرهای برهنه همراه با فرماندهانشان و یک کالسکه همراه با غنائم جنگی قرار دارد فرمانده سپاه روم از پادشاه ایران طلب عفو می‌نماید و پادشاه به علامت بخشش دست خود را بر سر وی قرار داده است.
- آتشکده آذرجوی یکی از آتشکده‌های عصر ساسانی، در فاصله ۱۰ کیلومتری غرب شهر قرار گرفته است این آتشکده که بنا به گفته مسعودی در مورج الذهب از مقدس‌ترین و مهم‌ترین آتشکده‌های زردشتیان محسوب می‌شده همانند بیشتر آتشگاه‌های این دوره به سبک چهار تاقی با گنبد مدور و بر روی صفحه عظیمی بنا شده است.
  - قصر آئینه (قصر دختر) (تنگ چک چک) که به آن قصر دختر هم می‌گویند در هشت کیلومتری روستای رستاق و در جنوب شرقی آن قرار دارد.
- برج شاه نشین یا قلعه طلوع شجراین قصر در جنوب روستای رستاق قرار دارد. بر قله کوهی در این محل آثار برج بزرگی دیده می‌شود که این برج به نام «شاه نشین» معروف است. در نزدیکی آن آثار آسیابی دیده می‌شود که با باد کار می‌کرده و اینک به «آسیاب بادی» شهرت دارد.
- آسیاب سنگی در قسمت شمالی مسجد سنگی یا آتشکده آذرخش دارابگرد آسیاب سنگی بزرگی قرار دارد که در دل کوه ساخته شده است این آسیاب دارای دو استوانه سنگی عظیم در بالای کوه است که از طریق آن‌ها آب مورد نیاز آسیاب تأمین می‌شده است.
- قصر کیامرث این قصر در نزدیکی روستای نصیر آباد فورگ (داراب) و در شرق داراب قرار دارد آثار ساختمان گلی و آجری در آنجا دیده می‌شود قصر کیامرث یا کیومرث توسط بهمن پسر اسفندیار، پسر لهراسب ساخته شده است آثار آن موجود و در جوار روستای شاهمرز فرگ قرار دارد. در کنار جاده آسفالته قدیم داراب به بندرعباس قرار دارد و کسانی که از داراب به بندر عباس مسافرت می‌کنند آن را می‌بینند. این قصر که از دور به شکل کوهی خودنمایی می‌کند در بین اهالی به کوه بهمنی مشهور است.
- لایزنگان روستای هدف گردش استان فارس و بزرگ‌ترین دشت گل محمدی دیم در ایران در این روستا قرار دارد و خشم علیا از مناطق تاریخی و دیدنی این روستا می‌باشد.
- روستای لایزنگان که به عنوان روستای نمونه گردشگری استان فارس انتخاب شده و تغییراتی در بافت روستا جهت هرچه بیشتر سنتی شدن روستا انجام داده‌اند که ازجمله سنگ‌فرش کردن بیشتر کوچه‌ها به جای آسفالت می‌باشد. البته به جز خود روستا آبادی‌هایی که در کوه‌های اطراف روستا قرار دارد نیز ازجمله مناطقی است که گردشگران زیادی را به خود جلب می‌کند.

### چشمه گلابی
چشمه گلابی یکی از چشمه‌های پرآب استان فارس است که در شهرستان داراب و در ۱۷ کیلومتری شهر داراب قرار گرفته است. این نام گذاری جالب چشمه هم ناشی از شباهت ظاهری چشمه به میوه گلابی است. چشمه گلابی تنها چشمه موجود در منطقه فسارود نیست اما بدون شک یکی از پرآب‌ترین چشمه‌های منطقه است که دارای سه خروجی آب شیرین و زلال است. امروزه چشمه گلابی یکی از مکان‌های گردشگری مهم در شهرستان داراب و استان فارس محسوب می‌شود. جریان آب چشمه در منطقه و همچنین حجم بالای آب آن باعث شده است اطراف چشمه، بسیار سرسبز و زیبا شود و انبوه درختان و گیاهان علفی دور تا دور چشمه را فرا گرفته‌اند که چشم‌انداز بسیار زیبایی را ایجاد کرده است. چشمه گلابی یکی از اصلی‌ترین تفرجگاه‌های شهرستان داراب است و همه روزه به خصوص در فصول گرم سال پذیرای خیل گردشگران و مسافرین است. آب و هوای کوهستانی و خنک منطقه و پوشش سرسبز آن سبب شده تا این منطقه به یکی از جذاب‌ترین مقاصد طبیعت گردی منطقه تبدیل شود.

### سد رودبال
سد رودبال یکی از دو سد ساخته شده بر روی رودخانه رودبال در کیلومتر ۲۲ جاده داراب - استهبان در استان فارس واقع شده و کارایی آن تولید برق و تأمین آب شرب شهرستان داراب می‌باشد. (سد دوم که یک سد تنظیمی کوچک می‌باشد، در کیلومتر ۱۲ جاده داراب - استهبان و در حوالی روستای رودبال ساخته شده است و کارایی آن تنظیم آب خروجی سد رودبال و ذخیره‌سازی آن با دبی خروجی کمتر می‌باشد) سد مخزنی رودبال فارس از نوع خاکی، سنگریزه‌ای با هستهٔ رسی است و ۸۳ متر ارتفاع دارد. حجم سد رودبال ۸۲ میلیون متر مکعب است. طول تاج این سد ۴۸۵ متر است و قابلیت تنظیم ۱۰۴ میلیون متر مکعب آب را در سال دارد. از طرف شمال شهرستان‌های نی‌ریز و استهبان، از طرف غرب شهرستان فسا، از طرف جنوب شهرستان داراب شهرستان‌های مجاور این سد هستند. فاصله سد رودبال تا شهر داراب ۲۲ کیلومتر، و تا استهبان ۵۷ کیلومتر می‌باشد.

### آبشارهای تنگه رغز داراب
در موقعیت جغرافیایی E5417 N۲۸۵۳ در استان فارس واقع است. تنگه رغز در ۳۰ کیلومتری شهرستان داراب و در جنوب استان فارس قرار دارد. این تنگه که از دو طرف با دیواره‌هایی بلند محصور شده است. به‌دلیل وجود چشمه‌های فراوان در این دره ۶۴ آبشار جاری شده که از این تعداد ۱۲ آبشار نیازمند فرود با طناب است. ارتفاع فرودها حداقل ۶ تاحداکثر ۶۵ متر و مابقی آبشارها با پرش در آب قابل گذر است. حوضچه‌های زیر آبشارها حداقل ۶ و حداکثر ۲۰ متر عمق دارند.
دره رغز به طول تقریبی ۴ کیلومتر در امتداد شمال به جنوب از سرچشمه رغز تا دره جنوب ۶۰ آبشار و حوضچه طبیعی را در خود جای داده است که تنها ۱۴ آبشار و آبگیر دره جنوبی مورد توجه عموم مردم و کوهنوردان بوده است و با رسیدن به آخرین آبشار دره جنوبی به ارتفاع ۳۵ متر دره جنوبی به بن‌بست می‌رسد. منطقه سرچشمه رغز نیز که از مسیر دیگری پیمایش می‌گردد، جنگلی زیباست که محل آغاز آب رغز است رسیدن به این منطقه نیز با ۳ ساعت کوهپیمایی امکان‌پذیر است. آب رغز که از این منطقه آغاز می‌گردد با ایجاد حوضچه‌ها و آبشارهای طبیعی تا دره جنوبی امتداد و نهایتاً در آبگیرهای انتهایی به زمین بازمی‌گردد.
از منطقه سرچشمه نیز بدون وسایل فنی امکان بازدید از چندین حوضچه و آبشار مسیر است و نهایتاً با رسیدن به آبشار بلندی به طول ۲۳ متر کوهپیمایان متوقف می‌شوند در حد واسط منطقه سرچشمه و دره جنوبی رغز ده‌ها آبشار و آبگیرهای زیبا و طبیعت بکر تنها با استفاده از وسایل فنی امکان پیمایش می‌یابد.
آبشارهای این تنگه عبارتند از: آبشار نگین به ارتفاع ۱۶ متر، عمق آب ۸ متر و طول حوضچه ۴۱ متر، آبشار بوم رنگ به ارتفاع ۷ متر، عمق آب ۸ متر و طول حوضچه ۳۱ متر، آبشار مسعود به ارتفاع ۸ متر، عمق آب ۱۲ متر و طول حوضچه ۱۵ متر، آبشار گلاب حوضچه به ارتفاع ۱۱ متر، عمق آب ۷ متر و طول حوضچه ۱۲ متر، آبشار فتح به ارتفاع ۸ متر، عمق آب ۱/۵ متر و طول حوضچه ۶ متر، آبشار حکمت به ارتفاع ۱۱ متر، عمق آب ۱۵ متر و طول حوضچه ۳۲ متر، آبشار کبوتر به ارتفاع ۲۵ متر، عمق آب ۲۰ متر و طول حوضچه ۶ متر، آبشار جام به ارتفاع ۹ متر، عمق آب ۶ متر و طول حوضچه ۳۶ متر، آبشار دماغه (فراز) به ارتفاع ۱۲ متر، عمق آب ۲ متر و طول حوضچه ۴ متر، آبشار آذرخش به ارتفاع ۶۵ متر، عمق آب ۶ متر و طول حوضچه ۱۱ متر، آبشار یادگار به ارتفاع ۴ متر، عمق آب ۸ متر و طول حوضچه ۱۱ متر، آبشار وداع به ارتفاع۳۸ متر، عمق آب ۱۰ متر و طول حوضچه ۷ متر
دره رغز یکی از دره‌های فنی است و برای پیمایش دره می‌بایست تجهیزات فنی داشته باشید. همچنین برای پیمایش دره لازم است یک لیدر کاربلد یا یک راهنمای محلی به همراه داشته باشید.
پیمایش دره رغز تقریباً یک روز طول می‌کشد.
بهترین موقع از سال برای پیمایش دره رغز از اول فروردین تا اواخر مهرماه می‌باشد.

## اقتصاد

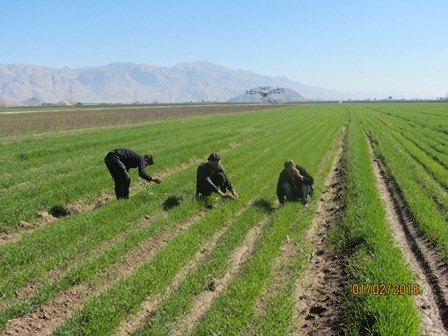
کشاورزی در داراب

مردم علاوه بر کشت محصولاتی مانند گندم، جو، بنشن و پنبه، انگور و بادام به باغداری نیز اشتغال دارند. فراورده‌های باغی آن نیز پرتقال، لیمو، نارنگی، گل محمدی. انجیر نوایگان و مروارید، انگور، انار و خرماست. فرش‌بافی، با طرح کاشان، نیز در داراب رواج دارد. بافت فرش بیشتر در روستاهای نوایگان و تنگ طه انجام می‌گیرد و اعضای شرکت فرش نیز بیشتر از این روستاها می‌باشند. از نظر صنعت متأسفانه این شهرستان چندان پیشرفتی نداشته است و در این شهرستان دو کارخانه مهم یکی کارخانه سیمان و دیگر تولید لوله پلی اتیلن وجود دارد.

### ره آوردها
- - غذای محلی واصیل دارابی به نام (پلوترش) که دارابیان اصیل ان را با دست می‌خورند.
- انواع مرکبات از جمله:
  - میوه دارابی که گونه خاصی از مرکبات است. نام دیگر آن بتابی می‌باشد.
  - پرتقال
  - لیمو
  - لیمو شیرین…
  - بکرایی
- انواع شیرینی:
  - شیرینی سمبوسه که با مغز بادام یاگردو یا پودر نارگیل و شکر ساخته می‌شود.
  - شیرینی کماج
  - شیرینی غرابی (ترکیبی از عسل و پودر بادام و شیره …) که به‌دلیل سختی در فراوری و گرانی مواد اولیه، کم‌کم‌رو به فراموشی است یا انواع درجه ۲٬۳ آن موجود استد
  - حلوای خرما (که با خرما و ارد و روغن وگردو درست می‌شود)
  - رنگینک (که بسیار شبیه حلوای خرماست)
- بادام
- انجیر
- رب انار
- خرما

## روز داراب
پنجم فروردین ماه از دیرباز برای مردم داراب روزی شاخص و متفاوت بود است به طوری که این روز را روزی برای این شهر نامیده‌اند. برپایی جشن بزرگ روز داراب با اجرای برنامه‌های متنوع و متناسب با آداب بومی محلی از دیگر شاخصه‌های این روز است که هرساله برگزار می‌شود. مدتی است که ثبت ملی روز دارابگرد در محوریت حوزه میراث فرهنگی داراب قرار گرفته و پیگیری‌های لازم در این زمینه ادامه دارد.

## دانشگاه‌ها و مراکز علمی

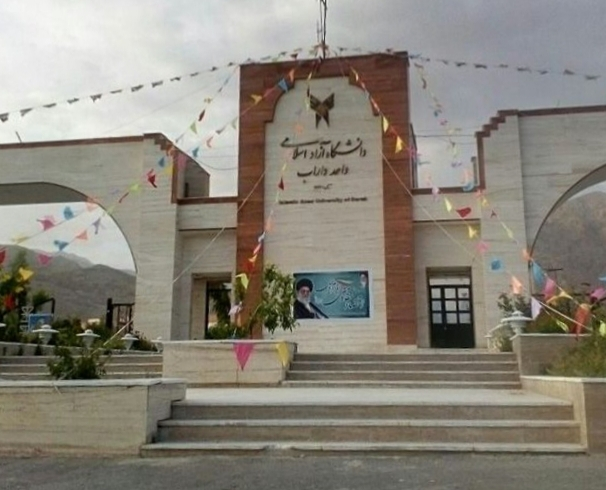
دانشگاه آزاد اسلامی واحد داراب

داراب دارای مراکز متعدد دانشگاهی می‌باشد که از آن جمله می‌توان به موارد زیر اشاره کرد:
- دانشکده کشاورزی و منابع طبیعی داراب
- دانشگاه آزاد اسلامی داراب
- دانشگاه پیام نور داراب
- آموزشکده فنی داراب
- آموزشکده کشاورزی داراب
- دانشکده پیراپزشکی داراب
- حوزه علمیه داراب

## تاکس‍ی‌رانی
ناوگان تاکسیرانی شهر داراب در چهار گروه تاکسی‌های گردشی، خطی، آژانس و بی‌سیم به خدمات‌رسانی به شهروندان مشغولند. همچنین سه سرویس تاکسی آنلاین اسنپ، ماکسیم و نت رو در داراب فعال هستند.